# Classic Grand Besançon Doubs 2024
De vierde editie van de wielerwedstrijd Classic Grand Besançon Doubs vond plaats op 12 april 2024. De wedstrijd startte in Besançon en finishte 171,3 kilometer later in Montfaucon. De wedstrijd maakte deel uit van de UCI Europe Tour, met de categorie 1.1. De Fransman Lenny Martinez, tweede in de vorige editie, won.

## Uitslag
| Plaats  | Naam                | Ploeg                      | Tijd     |
| ------- | ------------------- | -------------------------- | -------- |
| Winnaar | Lenny Martinez      | Groupama-FDJ               | 4u09'57" |
| 2       | Victor Langellotti  | Burgos-BH                  | + 4"     |
| 3       | David Gaudu         | Groupama-FDJ               | + 11"    |
| 4       | Harm Vanhoucke      | Lotto Dstny                | + 20"    |
| 5       | Felix Gall          | Decathlon AG2R La Mondiale | + 26"    |
| 6       | Jefferson Cepeda    | Caja Rural-Seguros RGA     | + 29"    |
| 7       | Ewen Costiou        | Arkéa-B&B Hotels           | + 31"    |
| 8       | Clément Berthet     | Decathlon AG2R La Mondiale | z.t.     |
| 9       | Sylvain Moniquet    | Lotto Dstny                | z.t.     |
| 10      | Jordan Jegat        | TotalEnergies              | z.t.     |
| 11      | Nick Schultz        | Israel-Premier Tech        | + 42"    |
| 12      | Ådne Holter         | Uno-X Mobility             | + 44"    |
| 13      | Jesús Herrada       | Cofidis                    | + 1'05"  |
| 14      | Michael Woods       | Israel-Premier Tech        | + 1'08"  |
| 15      | Clément Champoussin | Arkéa-B&B Hotels           | z.t.     |
| 16      | José Manuel Díaz    | Burgos-BH                  | z.t.     |
| 17      | Cristian Rodríguez  | Arkéa-B&B Hotels           | z.t.     |
| 18      | Eric Fagúndez       | Burgos-BH                  | z.t.     |
| 19      | Joris Delbove       | St Michel-Mavic-Auber93    | z.t.     |
| 20      | Guillaume Martin    | Cofidis                    | z.t.     |
|         |                     |                            |          |
| 26      | Jetse Bol           | Burgos-BH                  | + 1'20"  |

2021 · 2022 · 2023 · 2024